# روي أرواخو
روي أرواخو (25 مارس 1910 بالبرتغال - 8 يناير 1998) هو لاعب كرة قدم برتغالي في مركز الوسط. شارك مع منتخب البرتغال لكرة القدم. أما مع النوادي، فقد لعب مع سبورتينغ لشبونة وUnião Foot-Ball Lisboa ‏.

## وصلات خارجية
- روي أرواخو على موقع قاعدة بيانات كرة القدم.إي يو (الإنجليزية)